# Vaglio Serra
Vaglio Serra (Vaj in piemontese) è un comune italiano di 260 abitanti della provincia di Asti in Piemonte. 
Fa parte della Comunità collinare Vigne & Vini e presenta, al confine con il territorio di Vinchio, la Riserva naturale speciale della Val Sarmassa. È inoltre parte del Patrimonio dell'umanità UNESCO Paesaggio vitivinicolo del Piemonte: Langhe-Roero e Monferrato.

## Storia

### Simboli
Lo stemma e il gonfalone del comune di Vaglio Serra sono stati concessi con decreto del presidente della Repubblica del 17 settembre 1993.

## Società

### Evoluzione demografica
Abitanti censiti

## Amministrazione
Di seguito è presentata una tabella relativa alle amministrazioni che si sono succedute in questo comune.
| Periodo        | Periodo        | Primo cittadino   | Partito                 | Carica  | Note  |
| -------------- | -------------- | ----------------- | ----------------------- | ------- | ----- |
| 11 giugno 1985 | 12 giugno 1990 | Vittorio Gallesio | Democrazia Cristiana    | Sindaco | [ 9 ] |
| 12 giugno 1990 | 24 aprile 1995 | Vittorio Gallesio | Democrazia Cristiana    | Sindaco | [ 9 ] |
| 24 aprile 1995 | 14 giugno 1999 | Franco Capra      | centro                  | Sindaco | [ 9 ] |
| 14 giugno 1999 | 14 giugno 2004 | Pietro Ferraris   | lista civica            | Sindaco | [ 9 ] |
| 14 giugno 2004 | 8 giugno 2009  | Cristiano Fornaro | lista civica            | Sindaco | [ 9 ] |
| 8 giugno 2009  | 25 maggio 2014 | Cristiano Fornaro | lista civica            | Sindaco | [ 9 ] |
| 26 maggio 2014 | 10 giugno 2019 | Cristiano Fornaro | lista civica Viviamo    | Sindaco | [ 9 ] |
| 10 giugno 2019 | 10 giugno 2024 | Bartolomeo Verri  | lista civica Per Vaglio | Sindaco | [ 9 ] |
| 10 giugno 2024 | in carica      | Cristiano Fornaro | lista civica Per voi    | Sindaco | [ 9 ] |

### Gemellaggi
- Daruszentmiklós